# Boeing E-4
Il Boeing E-4 Advanced Airborne Command Post, noto anche con il nome di progetto di "Nightwatch" e comunemente soprannominato Doomsday Plane ("aereo dell'apocalisse"), è un quadrigetto ad ala bassa prodotto dall'azienda statunitense Boeing dagli anni settanta e in forza presso la United States Air Force (USAF).
Per creare la serie E-4, la Boeing ha utilizzato le cellule del modello 747-200B che sono state appositamente modificate per servire come posto di comando mobile in grado di proteggere l'Autorità nazionale di comando, compreso il Presidente degli Stati Uniti, il Segretario della Difesa, e successori.
I quattro Boeing E-4 sono gestiti dal 1st Airborne Command and Control Squadron del 595th Command and Control Group, dislocato presso la Offutt Air Force Base, vicino Omaha, Nebraska.

## Storia

### Sviluppo
In origine i due 747-200 erano destinati a divenire aerei di linea commerciali. Quando la compagnia aerea che li aveva richiesti non confermò l'ordine, la Boeing offrì le cellule all'USAF come parte di un pacchetto che prevedeva la sostituzione dei vecchi EC-135J "NEACP" (National Emergency Airborne Command Post).
Nel febbraio 1973, nell'ambito del programma NEACP 481B la Air Force Electronic Systems Division Boeing si aggiudicò una gara d'appalto per la costruzione di due aerei sulla base delle fusoliere già disponibili e denominati E-4A ed equipaggiati da quattro motori JT9D. Nel mese di luglio 1973 fu aggiunto un terzo aereo identico all'ordine.
Il primo E-4A fu completato nel 1973 nello stabilimento Boeing di Everett, Seattle nello stato di Washington. La E-Systems vinse il contratto per l'installazione di apparecchiature intermedie in questi tre aerei, e il primo E-4A a essere completato fu consegnato alla base di Andrews, nel Maryland nel dicembre 1974.
I successivi due furono consegnati nel 1975. Il terzo differiva rispetto ai primi due per essere equipaggiato con motori GE F103 e che successivamente furono installati ai due precedenti aeromobili. Il "modello A" in realtà ospitava le stesse apparecchiature del CE-135, ma offriva più spazio e una autonomia in volo superiore, il che gli consentiva di rimanere in aria più a lungo rispetto a un EC-135.
Inoltre, l'E-4 fu in grado di operare nella "Looking Glass" ovvero le missioni della Strategic Air Command (SAC) che, tuttavia, successivamente rinunciò a utilizzare questo tipo di aereo.
Nel dicembre 1973 fu costruito un quarto aereo, che fu dotato di attrezzature più avanzate, con conseguente denominazione E-4B. Il 21 dicembre 1979 Boeing consegnò il primo E-4B (AF Serial Number 75-0.125) che si distingue dalla versione precedente per la presenza di un grande "gobba" sulla superficie dorsale dietro il ponte superiore, che contiene la "SHF" (antenna satellitare). Nel gennaio 1985 tutti i tre precedenti E-4A furono modificati nella versione E-4B.
La E-4B offriva un notevole aumento della capacità operativa rispetto al modello precedente, soprattutto nelle comunicazioni, al punto di essere considerato resistente anche contro gli effetti degli impulsi elettromagnetici (EMP) da esplosione nucleare.
La sua resistenza alla EMP è data dal fatto che il velivolo, con tutte le attrezzature e i cablaggi di bordo, è adeguatamente schermato.
Successivamente, ulteriori misure sono state adottate per bloccare le radiazioni nel sistema di aerazione nella fusoliera e della cabina di pilotaggio, oltre all'uso di schermi utilizzati per coprire i finestrini, simili ai vetri utilizzati per coprire i forni a microonde.

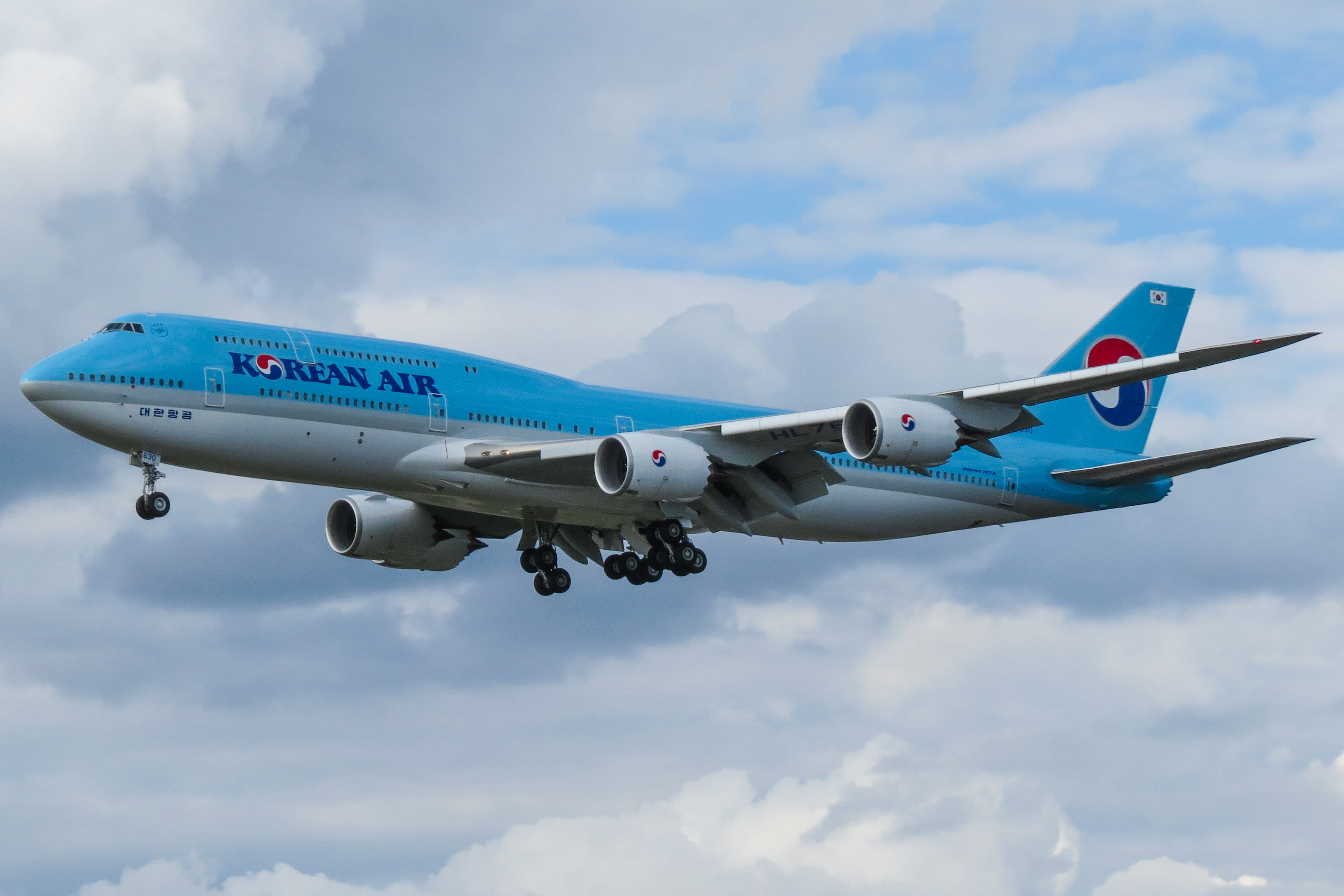
HL7630, il primo 747-8I che sarà convertito in E-4 di nuova generazione.

Il costo stimato, al momento della produzione del primo E-4B, incluso il costo per lo sviluppo, fu di quasi un miliardo di dollari.
Con il successivo ampliamento della flotta, il costo unitario di ogni E-4B è sceso a circa 250 milioni di dollari.
Nel 2005 l'Air Force ha sottoscritto con la Boeing un nuovo contratto per l'importo di due miliardi di dollari, che prevede l'aggiornamento continuo della flotta E-4B. Il contratto prevede un tempo minimo necessario di lavoro per completare l'aggiornamento di cinque anni.
Il 23 giugno 2024 l'Air Force ha acquistato un 747-8I dalla Korean Air (marche HL7630) e reimmatricolato N747US, esemplare che, assieme a un altro, sarà convertito in un E-4 di nuova generazione.

## Versioni
E-4
Prima versione costruita, ridesignata successivamente E-4A ed in seguito convertita allo standard E-4B. Caratterizzata dall'assenza della "gobba" sul dorso e dotata di motori Pratt & Whitney JT9D-7R4G2, venne realizzata in tre esemplari.
E-4B
Versione equipaggiata con motori General Electric CF6-50E2 da 52 500 lbf e caratterizzato dall'adozione di una protezione contro gli impulsi elettromagnetici, gli effetti nucleari e termici, elettronica avanzata, ed una vasta gamma di apparecchiature di comunicazione.

## Utilizzatori
Stati Uniti
- USAF

4 consegnati e tutti in servizio al novembre 2018. 3 E-4A aggiornati al nuovo standard e un quarto allestito dall’inizio come E-4B; la versione iniziale era stata fornita con i motori Pratt & Whitney JT9D-7R4G2 poi sostituiti dai General Electric CF6-50E2 montati all'origine sul quarto aereo.